# Commission des finances du Sénat des États-Unis
La Commission des finances du Sénat des États-Unis (United States Senate Committee on Finance) est une commission permanente du Congrès qui se consacre à la politique économique des États-Unis : examen des projets de lois portant sur ce domaine, Impôts, Taxes, sécurité sociale (avec notamment Medicare et Medicaid), taxation des importations….

## Membres pour chaque législature

### Membres durant le117econgrès(2021-2023)
La commission du 117e congrès est dirigée par le sénateur démocrate Ron Wyden (Oregon) depuis 2021. Du côté de l'opposition, elle est contrôlée par le sénateur républicain, Mike Crapo (Idaho).
| Majorité (démocrate) | Minorité (républicaine) |
| --- | --- |
| - Ron Wyden, Chairman (président), Oregon - Debbie Stabenow, Michigan - Maria Cantwell, Washington - Bob Menendez, New Jersey - Tom Carper, Delaware - Ben Cardin, Maryland - Sherrod Brown, Ohio - Michael Bennet, Colorado - Bob Casey, Pennsylvanie - Mark Warner, Virginie - Sheldon Whitehouse, Rhode Island - Maggie Hassan, New Hampshire - Catherine Cortez Masto, Nevada | - Mike Crapo, Ranking Member, Idaho - Chuck Grassley, Iowa - John Cornyn, Texas - John Thune, Dakota du Sud - Richard Burr, Caroline du Nord - Pat Toomey, Pennsylvanie - Tim Scott, Caroline du Sud - Bill Cassidy, Louisiane - James Lankford, Oklahoma - Steve Daines, Montana - Rob Portman, Ohio - Todd Young, Indiana - Ben Sasse, Nebraska |

### Membres durant le116econgrès(2019-2021)
La commission du 116e congrès est dirigée par le sénateur républicain Chuck Grassley (Iowa) de 2019 à 2021. Du côté de l'opposition, elle est contrôlée par le sénateur démocrate, Ron Wyden (Oregon).
| Majorité (républicaine) | Minorité (démocrate) |
| --- | --- |
| - Chuck Grassley, Chairman (président), Iowa - Mike Crapo, Idaho - Pat Roberts, Kansas - Mike Enzi, Wyoming - John Cornyn, Texas - John Thune, Dakota du Sud - Richard Burr, Caroline du Nord - Rob Portman, Ohio - Pat Toomey, Pennsylvanie - Tim Scott, Caroline du Sud - Bill Cassidy, Louisiane - James Lankford, Oklahoma - Steve Daines, Montana - Todd Young, Indiana - Ben Sasse, Nebraska | - Ron Wyden, Ranking Member, Oregon - Debbie Stabenow, Michigan - Maria Cantwell, Washington - Bob Menendez, New Jersey - Tom Carper, Delaware - Ben Cardin, Maryland - Sherrod Brown, Ohio - Michael Bennet, Colorado - Bob Casey, Pennsylvanie - Mark Warner, Virginie - Sheldon Whitehouse, Rhode Island - Maggie Hassan, New Hampshire - Catherine Cortez Masto, Nevada |

### Membres durant le115econgrès(2017-2019)
La commission du 115e congrès est dirigée par le sénateur républicain Orrin Hatch (Utah) de 2015 à 2019. Du côté de l'opposition, elle est contrôlée par le sénateur démocrate, Ron Wyden (Oregon).
| Majorité (républicaine) | Minorité (démocrate) |
| --- | --- |
| - Orrin Hatch, Chairman (président), Utah - Chuck Grassley, Iowa - Mike Crapo, Idaho - Pat Roberts, Kansas - Mike Enzi, Wyoming - John Cornyn, Texas - John Thune, Dakota du Sud - Richard Burr, Caroline du Nord - Johnny Isakson, Géorgie - Rob Portman, Ohio - Pat Toomey, Pennsylvanie - Dean Heller, Nevada - Tim Scott, Caroline du Sud - Bill Cassidy, Louisiane | - Ron Wyden, Ranking Member, Oregon - Debbie Stabenow, Michigan - Maria Cantwell, Washington - Bill Nelson, Floride - Bob Menendez, New Jersey - Tom Carper, Delaware - Ben Cardin, Maryland - Sherrod Brown, Ohio - Michael Bennet, Colorado - Bob Casey, Pennsylvanie - Mark Warner, Virginie - Claire McCaskill, Missouri - Sheldon Whitehouse, Rhode Island |

## Liste des secrétaires de la commission des finances depuis 1815
- George W. Campbell, RD-Tennessee  (1815–1818)
- John Wayles Eppes, RD-Virginie (1818–1819)
- Nathan Sanford, RD-New York (1819–1821)
- John Holmes, RD-Maine (1821–1822)
- Walter Lowrie, RD-Pennsylvanie (1822–1823)
- Samuel Smith, RD-Maryland (1823–1833)
- Daniel Webster, PNR-Massachusetts (1833–1836)
- Silas Wright, D-New York (1836–1841)
- Henry Clay, W-Kentucky (1841)
- George Evans, W-Maine (1841–1845)
- Levi Woodbury, D-New Hampshire (1845)
- John C. Calhoun, D-Caroline du Sud (1845–1846)
- Dixon H. Lewis, D-Alabama (1846–1847)
- Charles G. Atherton, D-New Hampshire (1847–1849)
- Daniel S. Dickinson, D-New York (1849–1850)
- Robert M. T. Hunter, D-Virginie (1850–1861)
- James A. Pearce, D-Maryland (1861)
- William P. Fessenden, R-Maine (1861–1864)
- John Sherman, R-Ohio (1864–1865)
- William P. Fessenden, R-Maine (1865–1867)
- John Sherman, R-Ohio (1867–1877)
- Justin Smith Morrill, R-Vermont (1877–1879)
- Thomas F. Bayard, Sr., D-Delaware (1879–1881)
- Justin Smith Morrill, R-Vermont (1881–1893)
- Daniel W. Voorhees, D-Indiana (1893–1895)
- Justin Smith Morrill, R-Vermont (1895–1898)
- Nelson W. Aldrich, R-Rhode Island (1898–1911)
- Boies Penrose, R-Pennsylvanie (1911–1913)
- Furnifold M. Simmons, D-Caroline du Nord (1913–1919)
- Boies Penrose, R-Pennsylvanie (1919–1921)
- Porter J. McCumber, R-Dakota du Nord (1921–1923)
- Reed Smoot, R-Utah (1923–1933)
- Pat Harrison, D-Mississippi (1933–1941)
- Walter F. George, D-Géorgie (1941–1947)
- Eugene D. Millikin, R-Colorado (1947–1949)
- Walter F. George, D-Géorgie (1949–1953)
- Eugene D. Millikin, R-Colorado (1953–1955)
- Harry F. Byrd, D-Virginie (1955–1965)
- Russell B. Long, D-Louisiane (1965–1981)
- Bob Dole, Republican R-Kansas (1981–1985)
- Bob Packwood, R-Oregon (1985–1987)
- Lloyd Bentsen, D-Texas (1987–1993)
- Daniel Patrick Moynihan, D-New York (1993–1995)
- Bob Packwood, R-Oregon (1995)
- William V. Roth Jr., R-Delaware (1995–2001)
- Max Baucus, D-Montana (2001)
- Chuck Grassley, R-Iowa (2001)
- Max Baucus, D-Montana (2001–2003)
- Chuck Grassley, R-Iowa (2003–2007)
- Max Baucus, D-Montana (2007-2014)
- Ron Wyden, D-Oregon (2014-2015)
- Orrin Hatch, R-Utah (2015-2019)
- Chuck Grassley, R-Iowa (2019-2021)
- Ron Wyden, D-Oregon (depuis 2021)